# Котенко Микола Степанович
Микола Степанович Котенко (1928 — ?) — український радянський діяч, голова Державного Комітету Ради Міністрів Української РСР по забезпеченню нафтопродуктами.

## Біографія
Освіта вища. Закінчив Московський нафтовий інститут імені Губкіна, інженер-економіст.
До 1957 року — в Радянській армії. Член КПРС з 1957 року.
У 1957—1963 р. — прийомоздавач, директор Смілянської нафтобази Черкаської області; начальник відділу постачання Черкаського управління Головнафтопостачу Української РСР.
У 1963—1978 р. — заступник начальника Кримського товарно-транспортного управління; начальник Київського міжобласного управління Головнафтопостачу.
У жовтні 1978 — січні 1980 р. — 1-й заступник начальника Головнафтопостачу Української РСР.
30 січня 1980 — 1990 р. — голова Державного Комітету Ради Міністрів Української РСР по забезпеченню нафтопродуктами.

## Нагороди та відзнаки
- заслужений працівник промисловості Української РСР (20.05.1988)